# Легенда о Каспаре Хаузере
«Легенда о Каспаре Хаузере» (итал. La leggenda di Kaspar Hauser) — черно-белый футуристический вестерн режиссёра Давиде Манули.

## Сюжет
Действие фильма разворачивается на безымянном, почти пустынном острове с непритязательной средиземноморской природой. Его немногочисленные жители ведут однообразный прагматичный образ жизни, не задумываясь о возможности его изменить. Власть над островом принадлежит герцогине, но находящийся в противостоянии с ней шериф мечтает свергнуть узурпаторшу.
Однажды волнами прибивает к берегу тело мальчика-подростка по имени Каспар Хаузер. Шериф спасает его и дает ему приют, считая, что его появление на острове — особое знамение, обещающее долгожданные перемены. Мальчик ничего не помнит о своей прошлой жизни и умеет говорить лишь две фразы: «Я — Каспар Хаузер!» и «Я хочу стать кавалеристом, как мой отец». Любовник герцогини, бандит-пушер, следит за Каспаром, стараясь выяснить все о нарушившем всеобщий покой незнакомце. Одновременно с ним интерес к персоне Хаузера проявляет и молодой Священник, считающий Каспара абсолютным идеалом, прекраснейшим из людей, мессией, за которым он готов идти до конца.
Тем временем шериф учит мальчика искусству диджеинга — единственному, по его мнению, способу достойно заработать себе на жизнь в наше время. Пытаясь понять, какими удивительными способностями обладает Каспар, герцогиня приказывает пушеру похитить его. В итоге, Хаузер поражает своих похитителей, демонстрируя то, как он способен перемещать предметы в пространстве.
После заявления Каспара о желании написать собственную биографию и стремительного роста его популярности на острове герцогиня и пушер решаются на убийство мальчика. В заключительной сцене мы видим Каспара Хаузера в раю, где он выступает за диджейским пультом, а Шериф и девушка-проститутка танцуют вместе с ним под его музыку.

## В ролях
| Актёр              | Роль          |
| ------------------ | ------------- |
| Винсент Галло      | шериф / пушер |
| Сильвия Кальдерони | Каспар Хаузер |
| Клаудия Джерини    | герцогиня     |
| Фабрицио Джифуни   | священник     |
| Элиза Сенауи       | проститутка   |
| Марко Лампис       | слуга         |

## Съёмочная группа
- Терек Бен Абдулла — оператор
- Джампьетро Прециоза — художник-постановщик
- Дженевра Польверелли — художник по костюмам
- Розелла Моччи — монтажер

## Дополнительные факты
- Фильм является вольной современной интерпретацией сюжета истории о Каспаре Хаузере — мальчике-найденыше, которому приписывали сверхъестественные способности.
- Давиде Манули стал не первым, кто сделал Каспара Хаузера главным героем своего фильма. В 1974 году немецким режиссёром Вернером Херцогом был снят фильм-биография Каспара Хаузера «Каждый за себя, а Бог против всех».
- Мальчика-подростка Каспара Хаузера сыграла 30-летняя итальянская актриса и модель Сильвия Кальдерони.